# 빠띠
빠띠는 디지털 기술로 민주주의 미래를 만든다는 비전을 바탕으로 설립된 대한민국의 사회적협동조합이다. 2017년 1월 법인을 설립하여 2018년 사회적협동조합으로 전환했다. 디지털 기술에 기반한 공론장과 시민 실험활동 등 다양한 시민 주도 민주주의 활동을 펼치고 있으며 이를 위한 민주주의 플랫폼을 개발, 확산한다. 디지털플랫폼을 시민과 함께 만들고 운영하며 공동소유하는 지향을 갖고 있다는 점에서 사회적협동조합이자 플랫폼 협동조합이다.

## 연혁
- 2017.01. 빠띠유니온 법인설립
- 2018. 12. 사회적협동조합 전환인가
- 2017~2019 민주주의 서울 기획 운영 총괄
- 2018.09. 행정안전부 실패박람회X빠띠 타운홀
- 2020.05. 팩트체크 오픈플랫폼 개발
- 2020.07. 청년 기획자 플랫폼 기획 및 운영
- 2021. 06. 공익법인(지정기부금단체) 지정
- 2021.03.~ 현재. 전)광화문1번가 열린소통포럼 / 현)정책소통포럼 기획 운영
- 2021.05. 서울 디지털 사회혁신 지원센터 구축 및 운영
- 2021.05. 시민과 함께하는 도시숲데이터 구축
- 2021.05. 대구 공익데이터실험실 교육/워크숍 기획 및 운영
- 2022.09. 청소년 주도 프로젝트: 디지털 민주주의 실험 프로젝트
- 2022.07.~ 청년 성평등 프로젝트 ‘그럼에도 우리는' 1, 2기

## 주요 사업
빠띠는 디지털 민주주의 혁신을 위한 시민 협력 플랫폼을 구축하고 시민의 기술과 자산을 디지털 공공재로 축적하고 확산하는 다양한 활동을 하고 있다.
- 디지털 광장에서 시민들이 사회 이슈에 대한 의견을 나누고 공론을 형성하도록 플랫폼 개발  및 운영, 캠페이너 활동 지원, 시민교육 진행
- 사회 현안과 대안을 논의하는 공론장, 시민들이 아이디어를 실행하고 직접 실행하는 워킹그룹, 이해관계자들이 협력하는 거버넌스 기획 및 운영
- 도시와 공동체 문제를 해결하기 위해 시민의 데이터를 직접 생산하고 나누는 공익 데이터 활동 교육 및 프로젝트 운영
- 학교, 마을, 회사와 조직 등 일상에서 민주주의 실현을 목적으로 정보의 축적과 공개, 집단 토론과 의사 결정, 커뮤니티 운영을 위한 민주주의 플랫폼을 개발하고 교육 및 활동을 통해 확산

- 오픈소스, 오픈 테크를 활용한 시민 기술 개발과 보급